# Oberto II
Oberto II (siglo X-después de 1014) fue Conde palatino y Margrave de la Marca de Liguria oriental de la Casa Obertenga. Hijo de Oberto I y Julia de Bonifacio. Sucedió a su padre como Conde palatino, Marqués de Milán y Génova, Conde de Luni, Génova, Tortona y Milán, con derechos sobre Bobbio, Pavía, Piacenza, Cremona, Parma y territorios en los comités de Padua, incluidos Monselice, Ferrara, Gavello (Rovigo) y en la Marca de Tuscia. Se casó con Railenda de Plasencia, con quien engendró a Hugo de Milán, Alberto Azzo I, Berta de Milán, Adalberto IV, Guido y Obizzo. En 1002 se unió a Arduino de Ivrea en la revuelta contra Enrique II del Sacro Imperio Romano Germánico. En 1008 o 1012 hizo construir el monasterio benedictino dedicado a San Juan Bautista en Vigolo Marchese. En 1014 sus bienes fueron confiscados por Enrique II y sus hijos fueron hechos prisioneros en Alemania. Fue ancestro de las nobles casas de Este, Malaspina y Pallavicino. 